# Lijst van zwemrecords 200 meter vlinderslag vrouwen
Dit is een overzicht van de verschillende zwemrecords op de 200 meter vlinderslag bij de vrouwen, onderverdeeld in de langebaan (50 meter) en de kortebaan (25 meter).

## Langebaan (50 meter)

### Ontwikkeling wereldrecord
| Nr. | Naam               | Land                           | Tijd    | Datum             | Plaats          |
| --- | ------------------ | ------------------------------ | ------- | ----------------- | --------------- |
|     | Liu Zige           | China                          | 2.01,81 | 21 oktober 2009   | Jinan           |
|     | Jessicah Schipper  | Australië                      | 2.03,41 | 30 juli 2009      | Rome            |
|     | Mary DeScenza      | Verenigde Staten               | 2.04,14 | 29 juli 2009      | Rome            |
|     | Liu Zige           | China                          | 2.04,18 | 14 augustus 2008  | Peking          |
|     | Jessicah Schipper  | Australië                      | 2.05,40 | 17 augustus 2006  | Victoria        |
|     | Otylia Jędrzejczak | Polen                          | 2.05,61 | 28 juli 2005      | Montréal        |
|     | Otylia Jędrzejczak | Polen                          | 2.05,78 | 4 augustus 2002   | Berlijn         |
|     | Susie O'Neill      | Australië                      | 2.05,81 | 17 mei 2000       | Sydney          |
|     | Mary T. Meagher    | Verenigde Staten               | 2.05,96 | 13 augustus 1981  | Brown Deer      |
|     | Mary T. Meagher    | Verenigde Staten               | 2.06,37 | 30 juli 1980      | Irvine          |
|     | Mary T. Meagher    | Verenigde Staten               | 2.07,01 | 16 augustus 1979  | Fort Lauderdale |
|     | Mary T. Meagher    | Verenigde Staten               | 2.08,41 | 16 augustus 1979  | Fort Lauderdale |
|     | Mary T. Meagher    | Verenigde Staten               | 2.09,77 | 7 juli 1979       | San Juan        |
|     | Tracy Caulkins     | Verenigde Staten               | 2.09,87 | 26 augustus 1978  | West-Berlijn    |
|     | Andrea Pollack     | Duitse Democratische Republiek | 2.09,87 | 4 juli 1978       | Oost-Berlijn    |
|     | Andrea Pollack     | Duitse Democratische Republiek | 2.11,20 | 9 april 1978      | Leningrad       |
|     | Rosemarie Gabriel  | Duitse Democratische Republiek | 2.11,22 | 5 juni 1976       | Oost-Berlijn    |
|     | Rosemarie Gabriel  | Duitse Democratische Republiek | 2.12,84 | 4 juni 1976       | Oost-Berlijn    |
|     | Rosemarie Gabriel  | Duitse Democratische Republiek | 2.13,60 | 14 maart 1976     | Tallinn         |
|     | Rosemarie Kother   | Duitse Democratische Republiek | 2.13,76 | 8 september 1973  | Belgrado        |
|     | Rosemarie Kother   | Duitse Democratische Republiek | 2.15,45 | 8 september 1973  | Belgrado        |
|     | Karen Moe          | Verenigde Staten               | 2.15,57 | 4 september 1972  | München         |
|     | Karen Moe          | Verenigde Staten               | 2.16,62 | 6 augustus 1972   | Chicago         |
|     | Ellie Daniel       | Verenigde Staten               | 2.18,4  | 10 september 1971 | Minsk           |
|     | Ellie Daniel       | Verenigde Staten               | 2.18,4  | 28 augustus 1971  | Houston         |
|     | Ellie Daniel       | Verenigde Staten               | 2.18,4  | 28 augustus 1971  | Houston         |
|     | Karen Moe          | Verenigde Staten               | 2.18,6  | 7 augustus 1971   | Los Angeles     |
|     | Alice Jones        | Verenigde Staten               | 2.19,3  | 22 augustus 1970  | Los Angeles     |
|     | Karen Moe          | Verenigde Staten               | 2.20,7  | 11 juli 1970      | Santa Clara     |
|     | Ada Kok            | Nederland                      | 2.21,0  | 25 augustus 1967  | Blackpool       |
|     | Ada Kok            | Nederland                      | 2.22,5  | 2 augustus 1967   | Groningen       |
|     | Ada Kok            | Nederland                      | 2.25,3  | 12 september 1965 | Groningen       |
|     | Ada Kok            | Nederland                      | 2.25,8  | 21 augustus 1965  | Leiden          |
|     | Kendis Moore       | Verenigde Staten               | 2.26,3  | 15 augustus 1965  | Maumee          |
|     | Sharon Stouder     | Verenigde Staten               | 2.26,4  | 2 augustus 1964   | Los Altos       |
|     | Sharon Stouder     | Verenigde Staten               | 2.28,1  | 12 juli 1964      | Los Angeles     |
|     | Susan Pitt         | Verenigde Staten               | 2.29,1  | 27 juli 1963      | Philadelphia    |
|     | Sharon Finneran    | Verenigde Staten               | 2.30,7  | 25 augustus 1962  | Los Altos       |
|     | Sharon Finneran    | Verenigde Staten               | 2.31,2  | 19 augustus 1962  | Chicago         |
|     | Becky Collins      | Verenigde Staten               | 2.32,8  | 13 augustus 1961  | Philadelphia    |
|     | Marianne Heemskerk | Nederland                      | 2.34,4  | 12 juni 1960      | Leipzig         |
|     | Becky Collins      | Verenigde Staten               | 2.37,0  | 19 juli 1959      | Redding         |
|     | Tineke Lagerberg   | Nederland                      | 2.38,9  | 13 september 1958 | Naarden         |
|     | Nancy Ramey        | Verenigde Staten               | 2.40,5  | 29 juni 1958      | Los Angeles     |
|     | Tineke Lagerberg   | Nederland                      | 2.38,1  | 19 maart 1957     | Naarden         |
|     | Tineke Lagerberg   | Nederland                      | 2.42,3  | 30 december 1956  | Naarden         |

### OntwikkelingOlympischrecord
| Nr. | Naam                | Land                           | Tijd    | Datum             | Plaats      |
| --- | ------------------- | ------------------------------ | ------- | ----------------- | ----------- |
|     | Zhang Yufei         | China                          | 2.03,86 | 29 juli 2021      | Tokio       |
|     | Jiao Liuyang        | China                          | 2.04,06 | 1 augustus 2012   | Londen      |
|     | Liu Zige            | China                          | 2.04,18 | 14 augustus 2008  | Peking      |
|     | Misty Hyman         | Verenigde Staten               | 2.05,88 | 20 september 2000 | Sydney      |
|     | Mary T. Meagher     | Verenigde Staten               | 2.06,90 | 4 augustus 1984   | Los Angeles |
|     | Ines Geißler        | Duitse Democratische Republiek | 2.10,44 | 21 juli 1980      | Moskou      |
|     | Andrea Pollack      | Duitse Democratische Republiek | 2.11,41 | 19 juli 1976      | Montréal    |
|     | Andrea Pollack      | Duitse Democratische Republiek | 2.11,56 | 19 juli 1976      | Montréal    |
|     | Tamara Shelofastova | Sovjet-Unie                    | 2.14,39 | 19 juli 1976      | Montréal    |
|     | Karen Thornton      | Verenigde Staten               | 2.14,53 | 19 juli 1976      | Montréal    |
|     | Karen Moe           | Verenigde Staten               | 2.15,57 | 4 september 1972  | München     |
|     | Ellie Daniel        | Verenigde Staten               | 2.17,18 | 4 september 1972  | München     |
|     | Rosemarie Kother    | Duitse Democratische Republiek | 2.18,32 | 4 september 1972  | München     |
|     | Ada Kok             | Nederland                      | 2.24,7  | 24 oktober 1968   | Mexico-Stad |
|     | Ada Kok             | Nederland                      | 2.26,3  | 24 oktober 1968   | Mexico-Stad |
|     | Toni Hewitt         | Verenigde Staten               | 2.29,1  | 24 oktober 1968   | Mexico-Stad |
|     | Ellie Daniel        | Verenigde Staten               | 2.29,4  | 24 oktober 1968   | Mexico-Stad |
|     | Diane Giebel        | Verenigde Staten               | 2.33,0  | 24 oktober 1968   | Mexico-Stad |

### OntwikkelingEuropeesrecord
| Nr. | Naam               | Land                           | Tijd    | Datum             | Plaats       |
| --- | ------------------ | ------------------------------ | ------- | ----------------- | ------------ |
|     | Katinka Hosszú     | Hongarije                      | 2.04,27 | 29 juli 2009      | Rome         |
|     | Ellen Gandy        | Verenigd Koninkrijk            | 2.04,78 | 19 maart 2009     | Sheffield    |
|     | Otylia Jędrzejczak | Polen                          | 2.05,61 | 28 juli 2005      | Montréal     |
|     | Otylia Jędrzejczak | Polen                          | 2.05,78 | 4 augustus 2002   | Berlijn      |
|     | Annika Mehlhorn    | Duitsland                      | 2.06,97 | 23 juli 2001      | Fukuoka      |
|     | Otylia Jędrzejczak | Polen                          | 2.07,81 | 19 september 2000 | Sydney       |
|     | Cornelia Polit     | Duitse Democratische Republiek | 2.07,82 | 27 augustus 1983  | Rome         |
|     | Ines Geißler       | Duitse Democratische Republiek | 2.08,03 | 18 juni 1983      | Gera         |
|     | Ines Geißler       | Duitse Democratische Republiek | 2.08,50 | 8 september 1981  | Split        |
|     | Ines Geißler       | Duitse Democratische Republiek | 2.08,97 | 2 juli 1981       | Oost-Berlijn |
|     | Andrea Pollack     | Duitse Democratische Republiek | 2.09,87 | 4 juli 1978       | Oost-Berlijn |
|     | Andrea Pollack     | Duitse Democratische Republiek | 2.11,20 | 9 april 1978      | Leningrad    |
|     | Rosemarie Gabriel  | Duitse Democratische Republiek | 2.11,22 | 5 juni 1976       | Oost-Berlijn |
|     | Rosemarie Gabriel  | Duitse Democratische Republiek | 2.12,84 | 4 juni 1976       | Oost-Berlijn |
|     | Rosemarie Gabriel  | Duitse Democratische Republiek | 2.13,60 | 14 maart 1976     | Tallinn      |
|     | Rosemarie Kother   | Duitse Democratische Republiek | 2.13,76 | 8 september 1973  | Belgrado     |
|     | Rosemarie Kother   | Duitse Democratische Republiek | 2.15,45 | 8 september 1973  | Belgrado     |
|     | Rosemarie Kother   | Duitse Democratische Republiek | 2.16,03 | 13 juli 1973      | Oost-Berlijn |
|     | Rosemarie Kother   | Duitse Democratische Republiek | 2.17,11 | 4 september 1972  | München      |
|     | Rosemarie Kother   | Duitse Democratische Republiek | 2.18,32 | 4 september 1972  | München      |
|     | Rosemarie Kother   | Duitse Democratische Republiek | 2.19,5  | 10 juli 1972      | Leipzig      |
|     | Helga Lindner      | Duitse Democratische Republiek | 2.20,2  | 12 september 1970 | Barcelona    |
|     | Ada Kok            | Nederland                      | 2.21,0  | 25 augustus 1967  | Blackpool    |
|     | Ada Kok            | Nederland                      | 2.22,5  | 2 augustus 1967   | Groningen    |
|     | Ada Kok            | Nederland                      | 2.25,3  | 12 september 1965 | Groningen    |
|     | Ada Kok            | Nederland                      | 2.25,8  | 21 augustus 1965  | Leiden       |
|     | Ute Noack          | Duitse Democratische Republiek | 2.33,5  | 24 september 1964 | Berlijn      |
|     | Marianne Heemskerk | Nederland                      | 2.34,4  | 12 juni 1960      | Leipzig      |
|     | Tineke Lagerberg   | Nederland                      | 2.38,9  | 13 september 1958 | Naarden      |
|     | Tineke Lagerberg   | Nederland                      | 2.38,1  | 19 maart 1957     | Naarden      |
|     | Tineke Lagerberg   | Nederland                      | 2.42,3  | 30 december 1956  | Naarden      |
|     | Mary Kok           | Nederland                      | 2.47,7  | 9 december 1956   | La Louvière  |

### OntwikkelingNederlandsrecord
| Nr. | Naam                 | Club                | Tijd    | Datum             | Plaats     |
| --- | -------------------- | ------------------- | ------- | ----------------- | ---------- |
|     | Conny van Bentum     | De Dolfijn          | 2.12,33 | 30 juli 1988      | Leeds      |
|     | Conny van Bentum     | DWK                 | 2.12,87 | 27 augustus 1983  | Rome       |
|     | Conny van Bentum     | DWK                 | 2.14,01 | 27 augustus 1983  | Rome       |
|     | Conny van Bentum     | DWK                 | 2.14,47 | 17 juli 1983      | Amersfoort |
|     | Marijke de Groot     | Zwemlust/den Hommel | 2.16,28 | 25 juni 1982      | Rotterdam  |
|     | Annemarie Verstappen | BZV/Solar           | 2.16,4  | 20 juni 1982      | Breda      |
|     | Annemarie Verstappen | BZV/Solar           | 2.16,69 | 31 mei 1981       | Bussum     |
|     | Mathilde Vink        | DWT                 | 2.16,87 | 18 augustus 1977  | Jönköping  |
|     | Mathilde Vink        | DWT                 | 2.17,32 | 18 augustus 1977  | Jönköping  |
|     | José Damen           | Kerkdriel           | 2.19,14 | 23 maart 1975     | Rotterdam  |
|     | Yolanda Aggenbach    | Zeemacht/Noordkop   | 2.20,62 | 25 augustus 1974  | Wenen      |
|     | Yolanda Aggenbach    | Zeemacht/Noordkop   | 2.20,90 | 27 juli 1974      | Utrecht    |
|     | Ada Kok              | De Futen            | 2.21,0  | 25 augustus 1967  | Blackpool  |
|     | Ada Kok              | De Futen            | 2.22,5  | 2 augustus 1967   | Groningen  |
|     | Ada Kok              | De Futen            | 2.25,3  | 12 september 1965 | Groningen  |
|     | Ada Kok              | De Futen            | 2.25,8  | 21 augustus 1965  | Leiden     |
|     | Marianne Heemskerk   | Naarden             | 2.34,4  | 12 juni 1960      | Leipzig    |
|     | Tineke Lagerberg     | Het Gooi            | 2.38,9  | 13 september 1958 | Naarden    |

## Kortebaan (25 meter)

### Ontwikkeling wereldrecord
| Nr. | Naam                   | Land      | Tijd    | Datum            | Plaats    |
| --- | ---------------------- | --------- | ------- | ---------------- | --------- |
|     | Mireia Belmonte Garcia | Spanje    | 1.59,61 | 3 december 2014  | Doha      |
|     | Liu Zige               | China     | 2.00,78 | 15 november 2009 | Berlijn   |
|     | Liu Zige               | China     | 2.02,50 | 11 november 2009 | Stockholm |
|     | Yuko Nakanishi         | Japan     | 2.03,12 | 23 februari 2008 | Tokio     |
|     | Otylia Jędrzejczak     | Polen     | 2.03,53 | 13 december 2007 | Debrecen  |
|     | Yang Yu                | China     | 2.04,04 | 18 januari 2004  | Berlijn   |
|     | Susie O'Neill          | Australië | 2.04,16 | 18 januari 2000  | Sydney    |
|     | Susie O'Neill          | Australië | 2.04,43 | 2 september 1999 | Canberra  |
|     | Susie O'Neill          | Australië | 2.05,37 | 17 februari 1999 | Malmö     |

- FINA erkent wereldrecords op de kortebaan sinds 3 maart 1991.

### OntwikkelingEuropeesrecord
| Nr. | Naam               | Land       | Tijd    | Datum            | Plaats   |
| --- | ------------------ | ---------- | ------- | ---------------- | -------- |
|     | Otylia Jędrzejczak | Polen      | 2.03,53 | 13 december 2007 | Debrecen |
|     | Otylia Jędrzejczak | Polen      | 2.04,94 | 7 december 2006  | Helsinki |
|     | Annika Mehlhorn    | Duitsland  | 2.05,77 | 14 december 2000 | Valencia |
|     | Mette Jacobsen     | Denemarken | 2.06,50 | 3 juni 2000      | Esbjerg  |
|     | Mette Jacobsen     | Denemarken | 2.06,52 | 1 april 1999     | Hongkong |
|     | Mette Jacobsen     | Denemarken | 2.06,78 | 18 maart 1998    | Malmö    |
|     | Michelle Smith     | Ierland    | 2.07,04 | 9 augustus 1997  | Cork     |

### OntwikkelingNederlandsrecord
| Nr. | Naam                 | Club        | Tijd      | Datum             | Plaats      |
| --- | -------------------- | ----------- | --------- | ----------------- | ----------- |
|     | Inge Dekker          | PSV         | 2.09,98   | 7 december 2006   | Helsinki    |
|     | Inge Dekker          | De Kempvis  | 2.11,27   | 9 december 2004   | Wenen       |
|     | Conny van Bentum     | De Dolfijn  | 2.11,74   | 15 november 1987  | Amersfoort  |
|     | Annemarie Verstappen | BZV/Solar   | 2.12,43   | 5 maart 1983      | Hengelo     |
|     | Conny van Bentum     | DWK         | 2.13,3    | 28 november 1982  | Uden        |
|     | Conny van Bentum     | DWK         | 2.14,4    | 21 november 1982  | Brussel     |
|     | Annemarie Verstappen | BZV/Solar   | 2.14,6    | 6 februari 1982   | Offenbach   |
|     | Wilma van Velsen     | TZC/Vahalis | 2.15,99   | 28 februari 1981  | Harderwijk  |
|     | Mathilde Vink        | HPC         | 2.16,7    | 24 september 1977 | Den Helder  |
|     | Mathilde Vink        | DWT         | 2.16,87 1 | 18 augustus 1977  | Jönköping   |
|     | Mathilde Vink        | DWT         | 2.17,32 1 | 18 augustus 1977  | Jönköping   |
|     | José Damen           | Kerkdriel   | 2.18,46   | 8 maart 1975      | Deventer    |
|     | José Damen           | BZV/Fortuna | 2.18,8    | 15 februari 1974  | Parijs      |
|     | Yolanda Aggenbach    | Noordkop    | 2.20,7    | 23 december 1973  | Den Haag    |
|     | Ada Kok              | De Futen    | 2.21,0 1  | 25 augustus 1967  | Blackpool   |
|     | Ada Kok              | De Futen    | 2.22,5 1  | 2 augustus 1967   | Groningen   |
|     | Ada Kok              | De Futen    | 2.23,4    | 4 maart 1967      | Bremen      |
|     | Ada Kok              | De Futen    | 2.25,3 1  | 12 september 1965 | Groningen   |
|     | Ada Kok              | De Futen    | 2.25,8 1  | 21 augustus 1965  | Leiden      |
|     | Ada Kok              | De Futen    | 2.25,8    | 21 februari 1965  | Bremen      |
|     | Marianne Heemskerk   | Naarden     | 2.29,5    | 26 januari 1963   | Bremen      |
|     | Marianne Heemskerk   | Naarden     | 2.30,3    | 6 februari 1961   | Naarden     |
|     | Tineke Lagerberg     | Naarden     | 2.32,9    | 31 maart 1960     | Naarden     |
|     | Marianne Heemskerk   | Naarden     | 2.35,3    | 12 oktober 1959   | Naarden     |
|     | Tineke Lagerberg     | Het Gooi    | 2.38,9 1  | 13 september 1958 | Naarden     |
|     | Tineke Lagerberg     | Het Gooi    | 2.42,3    | 30 december 1956  | Naarden     |
|     | Mary Kok             | De Robben   | 2.47,7    | 9 december 1956   | La Louvière |
|     | Corrie Schimmel      | Het Gooi    | 2.49,5    | 8 mei 1956        | Naarden     |
|     | Mary Kok             | De Robben   | 2.50,0    | 21 januari 1955   | Hilversum   |
|     | Mary Kok             | De Robben   | 2.52,5    | 8 januari 1955    | Hilversum   |

1 = Gezwommen op langebaan. Indien tijd op langebaan sneller is dan tijd op kortebaan dan geldt de eerste als officieel record.